# Związek Chrześcijańsko-Demokratyczny
Związek Chrześcijańsko-Demokratyczny (ukr. Християнсько-демократичний союз, ChDS) – ukraińska centroprawicowa i chadecka partia polityczna.

## Historia
Partia została zawiązana w marcu 1997 pod nazwą Związek Chrześcijańsko-Ludowy (ukr. Християнсько-народний союз) z inicjatywy m.in. niewielkiej grupy deputowanych Rady Najwyższej. Na czele partii stanął Wołodymyr Stretowycz. W 1998 ugrupowanie wzięło udział w wyborach parlamentarnych w ramach listy Naprzód, Ukraino!, nie uzyskując żadnych mandatów. Rok później związek udzielił poparcia kandydatowi na prezydenta Jewhenowi Marczukowi.
Przed wyborami parlamentarnymi w 2002 partia przystąpiła do Bloku Nasza Ukraina, z ramienia którego jej lider został wybrany posłem. W 2003 po nieudanej próbie zjednoczenia innych małych partii chadeckich ugrupowanie przekształciło się w Związek Chrześcijańsko-Demokratyczny. W wyborach prezydenckich w 2004 ChDS wsparł Wiktora Juszczenkę, a jego działacze aktywnie uczestniczyli w pomarańczowej rewolucji.
W wyborach parlamentarnych w 2006 stronnictwo w ramach Bloku Nasza Ukraina uzyskało 3 mandaty. W lipcu 2007 partia przystąpiła do koalicji Nasza Ukraina-Ludowa Samoobrona celem wspólnego startu w przedterminowych wyborach parlamentarnych. Do Rady Najwyższej VI kadencji ChDS wprowadził dwóch posłów. W 2010 przyłączyło się do niego kilkoro deputowanych (m.in. Dawyd Żwanija, który objął stanowisko sekretarza partii), a formalne kierownictwo partii przekazano w ręce kolegialnej rady.